# 4 км Рамонской Ветки
4 км Рамонской Ветки — упразднённый населённый пункт, находившийся в подчинении администрации пгт Краснолесный городского округа город Воронеж Воронежской области России. В 2008 году включён в состав посёлка Краснолесный и исключён из учётных данных.

## География
Располагался на территории Воронежского государственного заповедника у остановочного пункта Краснолесье (до 2024 года — 4 км) на участке Графская — Рамонь Юго-Восточной железной дороги, на расстоянии приблизительно 0,5 км к северо-западу от окраины посёлка Краснолесный.

## История
Возник как населённый пункт при одноимённом остановочном пункте.

## Население
Согласно результатам переписи 2002 года, в населённом пункте проживало 16 человек, из которых русские составляли 100 % населения.